# La Vie sur terre
Pour plus de détails, voir Fiche technique et Distribution.
La Vie sur terre est une comédie dramatique franco-mauritano-malienne réalisée par Abderrahmane Sissako en 1998 dans le cadre de la collection 2000 vu par... et diffusée sur Arte, puis sorti au cinéma.
Le film a gagné de nombreux prix au Festival international de films de Fribourg, au Festival panafricain du cinéma et de la télévision de Ouagadougou et au Festival international du film de San Francisco.

## Synopsis
Dans le petit village de Sokolo, perdu dans une oasis au milieu du désert du Mali, les habitants veillent au passage du nouveau millénaire. À cette occasion, Dramane retourne dans le village pour aller voir son père. Il croise à plusieurs reprises une jeune fille à vélo venue de Kourouma, un village voisin, où ils échangent quelques brèves conversations. Pendant ce temps, les villageois peinent à contacter leurs proches, à cause des problèmes de liaisons téléphoniques.

## Fiche technique
- Titre français : La Vie sur terre
- Réalisation : Abderrahmane Sissako
- Scénario : Abderrahmane Sissako
- Photographie : Jacques Besse
- Son : Pascal Armant
- Musique : Salif Keïta
- Montage : Nadia Ben Rachid
- Sociétés de production : La Sept Arte, Haut et Court
- Pays d'origine : France, Mali, Mauritanie
- Langue originale : Français, bambara
- Genre : Comédie dramatique
- Durée : 1h00 minutes
- Dates de sortie :
  -  France : 4 décembre 1998 (1re diffusion sur Arte)
  -  France : 9 juin 1999 (sortie cinéma)

## Distribution
- Abderrahmane Sissako : Dramane
- Nana Baby : la jeune fille
- Mohamed Sissako : le père